# Eisenstein Jakab
Eisenstein Jakab (Makó, 1847. augusztus 28. – Szeged, 1918. március 20.) orvos.

## Életpályája
Eisenstein Ignác (1803–1880) orvos és Singer Judit fiaként született. Középiskolai tanulmányait a Kegyes Tanítórendiek vezetése alatt Szegedi Római Katolikus Gimnáziumban végezte. Orvosi oklevelét a Bécsi Egyetemen szerezte. Praxisát Földeákon kezdte, majd pár évvel később Szegedre ment, ahol kinevezték a városi közkórház osztályvezető orvosává. 1913-ban mint a kórház tiszteletbeli igazgató főorvosa vonult nyugalomba. Elsősorban szembetegségekkel foglalkozott, számos cikke jelent meg szaklapokban. Hosszú időn át a MÁV orvosa, s a Vöröskereszt Egylet szegedi főorvosa volt. Tagja volt a Dugonics Társaságnak, melybe orvosirodalmi működése alapján választották. Halálát agyszélhűdés okozta.
A szegedi izraelita temetőben helyezték nyugalomra. A szertartást Lőw Immánuel főrabbi végezte.

## Családja
Felesége Kotányi Matild (1857–1928).
Gyermekei:
- Mészáros (Eisenstein) Károly György (1877–1920) orvos. Felesége Mann Mária (1885–?), Mann Jakab orvos-igazgató lánya.
- Fábián (Eisenstein) Rudolf (1880–1908) ügyvéd.
- Eisenstein Margit (1881–?). Férje Fényes Móric (1872–?) bankigazgató.[4]
- Eisenstein Ilona Mária (1882–?). Férje Sz. Szigethy Vilmos (1877–1956) író, újságíró, lapszerkesztő.

## Művei
- A veleszületett szemhéj-colobomáról. (Szemészet, 1908, 1.)

## Díjai, elismerései
- Vöröskereszt hadiékítményes II. osztályú díszjelvénye (1916)[5]